# Sklavenzentrale
Die Sklavenzentrale ist mit rund 220.000 registrierten Mitgliedern die größte deutschsprachige BDSM-Online-Community.

## Geschichte
Die Sklavenzentrale wurde im September 2003 von den Szene-Fotografen Sir X und Magic Zyks ins Leben gerufen. Sir X, Softwareentwickler, und Magic Zyks, der als Creative Director für eine Düsseldorfer Werbeagentur arbeitete, starteten das Projekt laut ihrem Mission Statement zunächst als eine Art „Registrierungsstelle“ und Partnerbörse für Submissive. Heute sind beide als Programmierer, Designer und Berater für die Community tätig.

„Der Gründungsgedanke bestand darin, über die öffentliche ‚Registrierung‘ des submissiven Partners (in unserer Terminologie ‚Sklave oder Sklavin‘) mit einer unverwechselbaren Registrierungsnummer die eigene SM- oder D/s-Beziehung öffentlich sichtbar zum machen und so gegenüber anderen und sich selbst zu manifestieren.“

Bereits nach kurzer Zeit fand die Plattform viel Zuspruch; das Konzept wurde erweitert, und es kamen Bildergalerien und Textforen sowie ein Online-Magazin hinzu. Die Sklavenzentrale entwickelte sich von einer Registrierungsstelle zu einer großen BDSM-Community und einem sozialen Netzwerk.

## Mitglieder
Derzeit sind rund 220.000 Mitglieder in der Sklavenzentrale als Subs, Tops oder Switcher registriert. Etwa 47.000 Mitglieder haben das sogenannte „Real-Zeichen“, d. h. andere Benutzer haben bestätigt, das Mitglied persönlich zu kennen.(Stand: 1/2017)
Jedem registrierten Mitglied wird kostenfrei ein Basisprofil zur Verfügung gestellt, das mit Bildern, Freitext und Angaben zur Person sowie Neigungen und sexuellen Präferenzen versehen werden kann. Es kann ein Tagebuch geführt sowie eine Übersicht der geplanten Veranstaltungsbesuche und Vernetzungen mit anderen Mitgliedern dargestellt werden.

## Funktionen und Jugendschutz
Neben Profilen, öffentlichen Diskussionsforen, Bildergalerien und dem Online-Magazin hat die Sklavenzentrale mehrere Chaträume, einen umfangreichen Termin- und Veranstaltungskalender sowie ein Klein- und Kontaktanzeigenmodul. Dazu kommen noch geschlossene Benutzergruppen mit und ohne BDSM-Bezug, davon sind 586 sogenannte Zirkel, 332 Gruppen und 596 Stammtische, die jeweils über eigene, nicht-öffentliche Foren und einen Chatraum verfügen sowie über eigene Bild- und Fotogalerien. Teilweise stehen diese Bereiche auch nicht registrierten Benutzern offen, zum Teil sind zur Nutzung eine gebührenfreie Registrierung und auch das Real-Zeichen erforderlich. Der Erwerb eines gebührenpflichtigen Premium-Accounts erlaubt Zugriff auf weitere Features.
Alle für jedermann einsehbaren Bereiche sind gemäß niederländischem und deutschem Gesetz jugendfrei; Bereiche mit nicht jugendfreien Inhalten sind nur nach Altersprüfung durch verschiedene zugelassene Altersverifikationssysteme oder über ein F2F-System über Handelspartner (Shops, Partylocations usw.) zugänglich. Die Seite war im Oktober 2011 von der Bundesprüfstelle für jugendgefährdende Medien indiziert worden und wurde im April 2019 wieder aus der Liste gestrichen.